# 葛礼山
沃尔特·昆廷·格雷沙姆（英語：Walter Q. Gresham，1832年3月17日—1895年5月28日），汉名葛禮山，美国律师、政治家，曾任美国邮政部长（第31任，1883年–1884年）、美国财政部长（第35任，1884年）和美国国务卿（第33任，1893年–1895年）。
| 前任： 约翰·W·福斯特   | 美国国务卿 1893年–1895年   | 繼任： 理查德·奥尔尼 |
| 前任： 查尔斯·J·福尔杰 | 美国财政部长 1884年        | 繼任： 休·麦卡洛克   |
| 前任： 蒂莫西·O·豪     | 美国邮政部长 1883年–1884年 | 繼任： 弗兰克·哈顿   |

Template:美国邮政部长